# Wikimedia Commons
Wikimedia Commons ist eine internationale Sammlung von freien Bildern, Videos und Audiodateien. Betreiberin ist die Wikimedia Foundation (USA). Die Datenbank ist mit Wikipedia und anderen Wikimedia-Projekten verknüpft, so dass die Dateien, hauptsächlich Bilder, in Wikipedia direkt aus Commons eingebunden werden können. Das Medienarchiv ist kostenfrei und zum Aufrufen ohne Anmeldung nutzbar. Der Name leitet sich vom englischen Wort “commons” (deutsch: „Allmende“) ab, im Sinne eines Ortes, den alle Dorfbewohner nutzen dürfen.
Das Medienarchiv wurde am 7. September 2004 für die Aufbewahrung und Bereitstellung von Grafikmaterial für alle Wikimedia-Projekte, beispielsweise Wikipedia, gegründet. Im Juli 2025 gab es mehr als 13,5 Mio. registrierte Benutzerkonten, wobei aber weniger als 50.000 aktiv sind.

## Geschichte
Der deutsche Informatiker Erik Möller schlug das Projekt im März 2004 vor. Hintergrund war, dass die erste Version der Wikipedia keine Möglichkeit bot, Bilder hochzuladen. Darüber hinaus erfolgte die Bereitstellung von Bildern separat in jeder Sprachversion. Diese Beschränkungen half die neue Datenbank aufzuheben. Am 7. September 2004 ging Commons online. Im November 2004 wurde das Logo des Projekts gewählt, nachdem ein ursprünglicher Vorschlag von Reid Beels abgelehnt wurde. Seit 2006 wird von der Wikimedia-Commons-Gemeinschaft in einem jährlichen Wettbewerb das Bild des Jahres prämiert. 2009 erhielt die Wikimedia Foundation von der Ford Foundation eine Spende in Höhe von 300.000 US-Dollar zur Optimierung der Arbeitsabläufe und Prozesse der Erstellung, Verwaltung und des Abrufens von frei verwendbaren Medieninhalten. Seit 2018 ist es möglich, 3D-Modelle auf Commons hochzuladen. Eines der ersten auf Commons hochgeladenen Modelle war eine Rekonstruktion der Asad Al-Lat-Statue, die 2015 in Palmyra vom Islamischen Staat zerstört wurde.

## Bestand

Zahl der Dateien im Zeitverlauf bis November 2024

Wikimedia Commons ist mit mehr als 120 Millionen Mediendateien eine der größten freien Mediensammlungen weltweit. 83,2 % der Dateien sind Bilder im JPG-Format.
Ein Jahr nach der Gründung hielt sie über 250.000 Mediendaten bereit. Das Gesamtvolumen der Sammlung beträgt im Dezember 2024 über 579 Tebibyte, davon 396 Tebibyte Bilder. Am 14. Juli 2013 erreichte die Zahl der Edits die 100-Millionen-Marke. Täglich werden mit Stand um 2024 knapp 30.000 neue Dateien hochgeladen. 2024 kommen pro Tag etwa 300 Gigabyte zum Bestand hinzu.
Die maximale Dateigröße einer Datei beträgt je nach Hochladetool 100 Mebibyte (104.857.600 Bytes) oder 5 Gibibyte (5.368.709.120 Bytes, mittels „Chunked uploads“).

## Ziele
Die gemeinsame und sprachübergreifende Dateiverwaltung für alle Wikimedia-Projekte hat den Vorteil, dass die Mediendateien nicht mehr für jedes Wiki einzeln hochgeladen werden müssen. Hauptsächlich sind die Dateien durch die Suchfunktionen, durch Kategorien und zum Teil auch durch Galerien (ähnlich den Artikeln bei Wikipedia) erschlossen bzw. auffindbar. In vielen Wikipedia-Artikeln befindet sich am Ende im Abschnitt „Weblinks“ ein Link auf die entsprechende Galerie-Seite oder Kategorie bei Wikimedia Commons. So können die Wikipedia-Leser schnell nachsehen, welche Mediendateien es zu einem Thema bei Wikimedia Commons gibt.
Der Projektrahmen besagt, dass die beinhalteten Mediendateien edukativen Charakter aufweisen sollen, wobei edukativ im Sinne von „Wissen bereitstellend; lehrreich oder informativ“ verstanden werden soll. Sie sollen also sinnvoll beispielsweise in der Wikipedia oder einem anderen Wikimedia-Projekt verwendbar sein. Andere Mediendateien sind nützlich für die Arbeit der Wikimedia-Community selbst.

## Inhalte

Screenshot der Hauptseite mit dem Bild und der Mediendatei des Tages (in ca. 20 Sprachen)

Fotografien machen den überwiegenden Teil aus, daneben gibt es geografische Karten, Grafiken aller Art, Animationen (meist GIF) und Scans (meist PDF). Des Weiteren finden sich dort unter anderem auch mehrere Tausend Audioaufzeichnungen von Wörtern, um die korrekte Aussprache zu demonstrieren. Diese werden vor allem in den Wiktionaries, aber auch in Sprachversionen der Wikipedia verwendet. Außerdem sind die meisten Audiodateien für gesprochene Wikipedia-Ausgaben hinterlegt.
Es gibt Hunderte von Aufnahmen klassischer Musik von Komponisten wie Bach, Brahms, Beethoven, Mozart und Tschaikowski sowie eine wachsende Anzahl von Filmaufnahmen historischer Reden, Auszüge aus gemeinfreien Filmen oder wissenschaftliche Kurzvideos.
Auch Digitalisate von ganzen Büchern befinden sich auf Wikimedia Commons, zum Beispiel das 2006 digitalisierte Rechenbuch des Andreas Reinhard aus dem 16. Jahrhundert. Textdateien sind eher eine kleinere Gruppe.

### Dateiformate
Bei Wikimedia Commons werden ausschließlich quelloffene und nicht patentierte Standards eingesetzt. (→ Siehe commons:Commons:File_types/de)
- Akzeptierte Audioformate sind Ogg (mit FLAC, Speex, Opus oder Vorbis-Codecs), WAV, WebM sowie MIDI.
- Videos können als Ogg Theora und WebM (bspw. mit Codecs VP8, VP9 oder AV1) hochgeladen werden.
- Für Bilder und Grafiken sind die Formate Scalable Vector Graphics (SVG), Portable Network Graphics (PNG), Graphics Interchange Format (GIF), Tagged Image File Format (TIFF), JPEG und XCF (GIMP) möglich.
- Für eingescannte Texte wird teilweise DjVu eingesetzt. Des Weiteren wird das Format PDF (für Texte) unterstützt.
- Für 3D-Modelle (Meshes) ist das STL-Format zulässig

Die Zulassung des patentgeschützten MP4-Video-Formats auf Commons wurde in einer vom Multimedia-Team der Wikimedia Foundation Anfang 2014 initiierten Request for Comments von der Community mit großer Mehrheit abgelehnt.

### Bereitstellung und Verwendung

Entwicklung der Anzahl exzellenter Bilder

Wichtige Werkzeuge zum Bereitstellen (Hochladen) vom Medien-Dateien sind beispielsweise der Hochlade-Assistent (en. File upload wizard) oder die Wikimedia Commons App (Android).
Es werden Dateien akzeptiert, die entweder gemeinfrei (Public Domain) sind oder vom Rechteinhaber unter eine Freie Lizenz gestellt wurden. Die Creative-Commons-Lizenz CC-BY-SA, unter der z. B. auch die Texte der Wikipedia stehen, ist die von Uploadern am häufigsten gewählte Lizenz. Da die Server in den Vereinigten Staaten stehen, muss die Datei dort und im Herkunftsland legal sein. Dateien von Wikimedia Commons werden aufgrund ihrer freien Lizenz auch außerhalb der Wikimedia-Projekte verwendet, auch außerhalb des Internets.

### Rechtliche Bedingungen (Lizenzen)
Es dürfen nur Medien (Inhalte) hochgeladen werden, die den Ansprüchen des freien Wissens entsprechen. Damit können sie weltweit in den Wikimedia-Projekten, wie beispielsweise der Wikipedia, verwendet werden. Allerdings darf auch sonst jedermann die Medien verwenden, kostenlos und ohne Erlaubnis, wobei die Angabe der für die Datei gültigen Lizenz notwendig ist und zum Teil die Angabe des Autors (Attributierung).
Bei einigen Dateien ist eine Facebook-Nutzung ausgeschlossen, bei einigen anderen wird eine URL für den Lizenztext gefordert.
In urheberrechtlicher Hinsicht gibt es zwei Kategorien:
- Gemeinfreiheit: Inhalte, die nicht oder nicht mehr urheberrechtlich geschützt sind, etwa weil der Urheber vor mehr als siebzig Jahren verstorben ist. Ein Beispiel hierfür ist eine Abbildung der Mona Lisa. Andere Urheber haben Werke bewusst „frei“ veröffentlicht, also mit dem Versprechen, keine urheberrechtlichen Ansprüche gegen Weiterverwender erheben zu wollen. Werke, die im Auftrag US-amerikanischer Bundesbehörden erstellt worden sind, zählen nach dortigem Urheberrecht zur sogenannten Public Domain. Solche Werke können ohne Weiteres verwendet werden.
- Freie Lizenz: Eine Lizenz ist in diesem Zusammenhang ein Rechtstext, der beschreibt, was mit den so lizenzierten Werken getan werden darf und unter welchen Bedingungen. Hat der Urheber ein Werk beispielsweise mit der freien Lizenz CC-BY veröffentlicht, dann darf es unter zwei Bedingungen weiterverwendet werden: Der Urheber muss genannt werden und ebenso die betreffende Lizenz.

### Auszeichnungen und Wettbewerbe
Besonders gute Medien können eine Auszeichnung erhalten, solche sind:
- Wertvolle Bilder (englisch Valued pictures)  derzeit über 45.300 wertvolle Bilder und 283 wertvolle Bildergruppen (Valued image sets)[23][24]
- Qualitätsbilder (englisch Quality pictures)  derzeit rund 326.000 Bilder[25] und
- Exzellente Bilder (englisch Featured pictures)  seit November 2004 – „das Beste auf Commons“, derzeit rund 17.000 Bilder.[26]
- Exzellente Videos (englisch Featured videos)  – richtet sich nach Videos, die als die besten auf Commons angesehen werden. Derzeit sind es 322 Exemplare.[27]
- Seit 2006 wird jährlich ein Bild des Jahres gekürt.[28] Außerdem wird seit 2004 täglich ein Bild des Tages[29] und eine Multimediadatei des Tages[30] präsentiert.

Alle Auszeichnungen werden per Abstimmung vergeben, dies schließt auch die exzellenten Bilder aus Wikipedia-Sprachversionen ein.

Bilder des Jahres
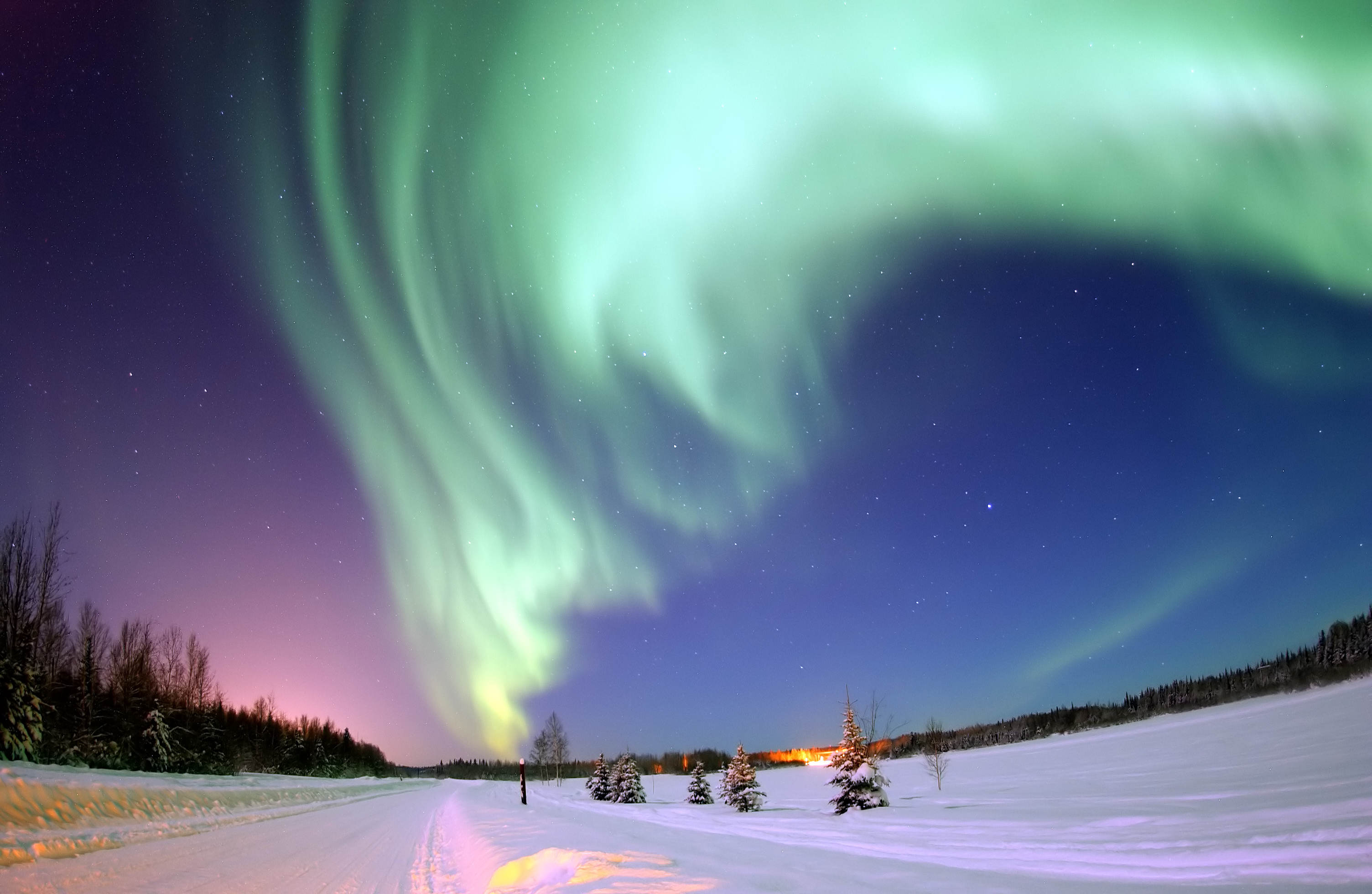
Bild des Jahres 2006: Polarlicht am Bear Lake in der Eielson Air Force Base, Alaska, Vereinigte Staaten.
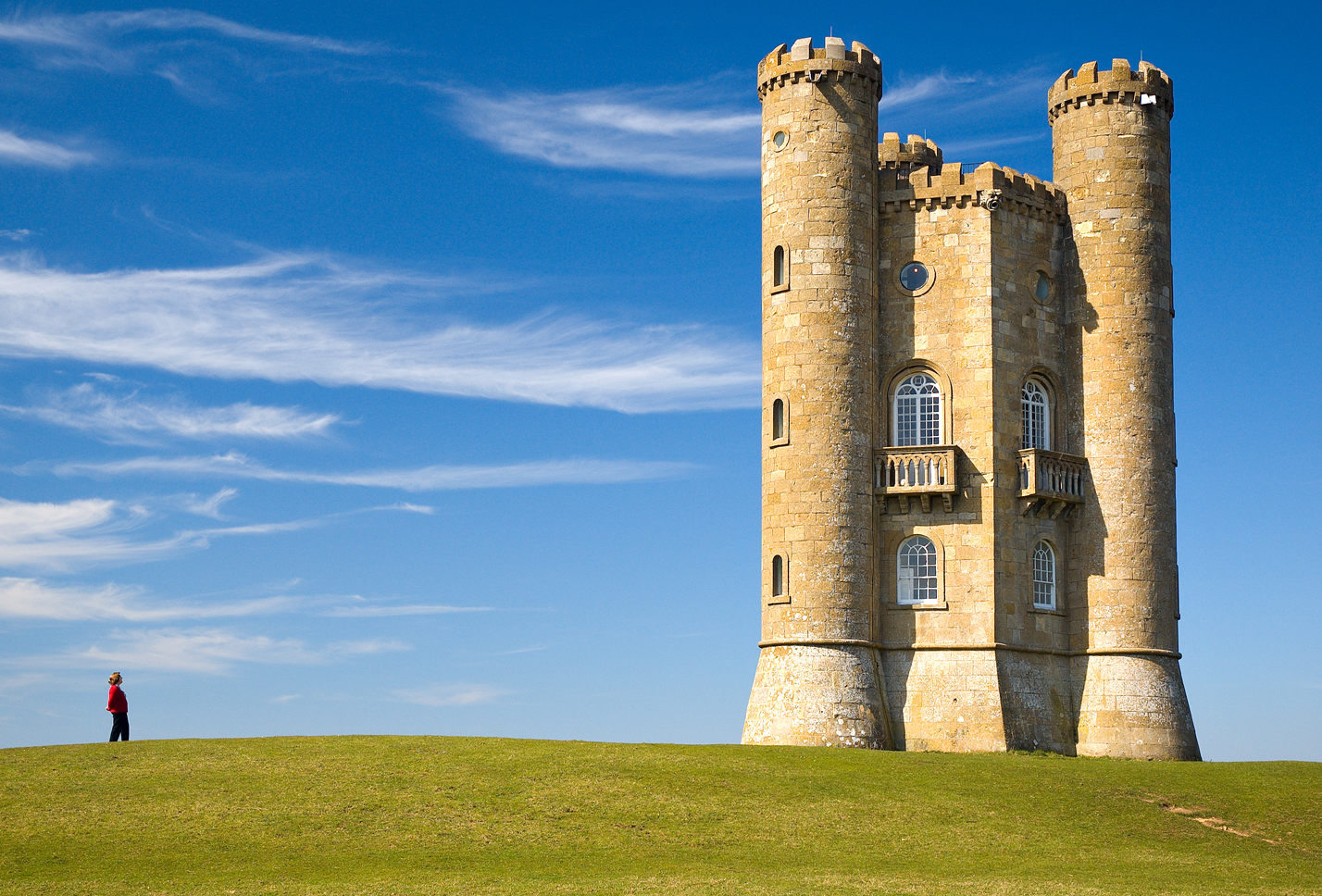
Bild des Jahres 2007: Broadway Tower in Cotswolds, Vereinigtes Königreich.
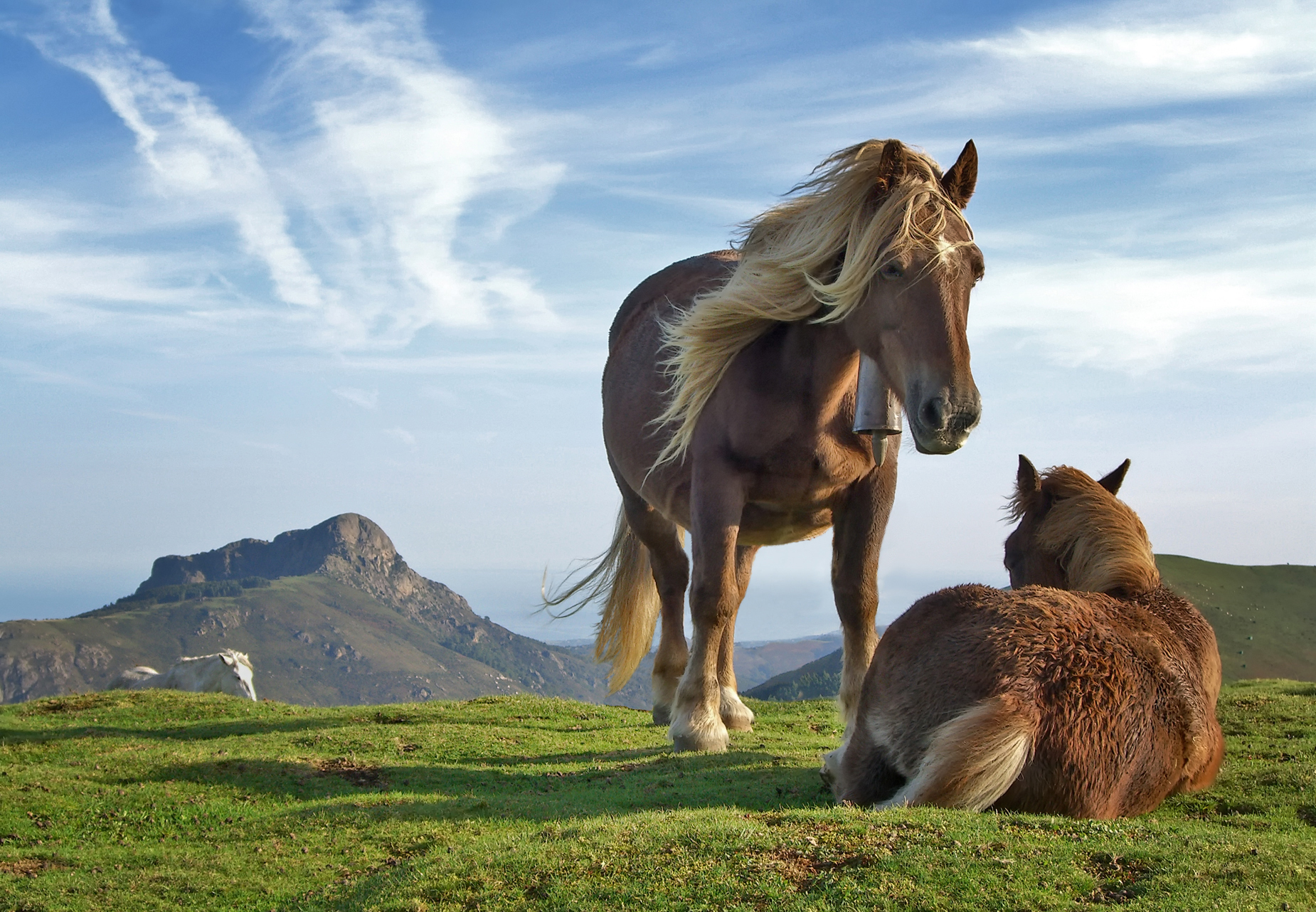
Bild des Jahres 2008: Pottok-Ponys, Spanien.
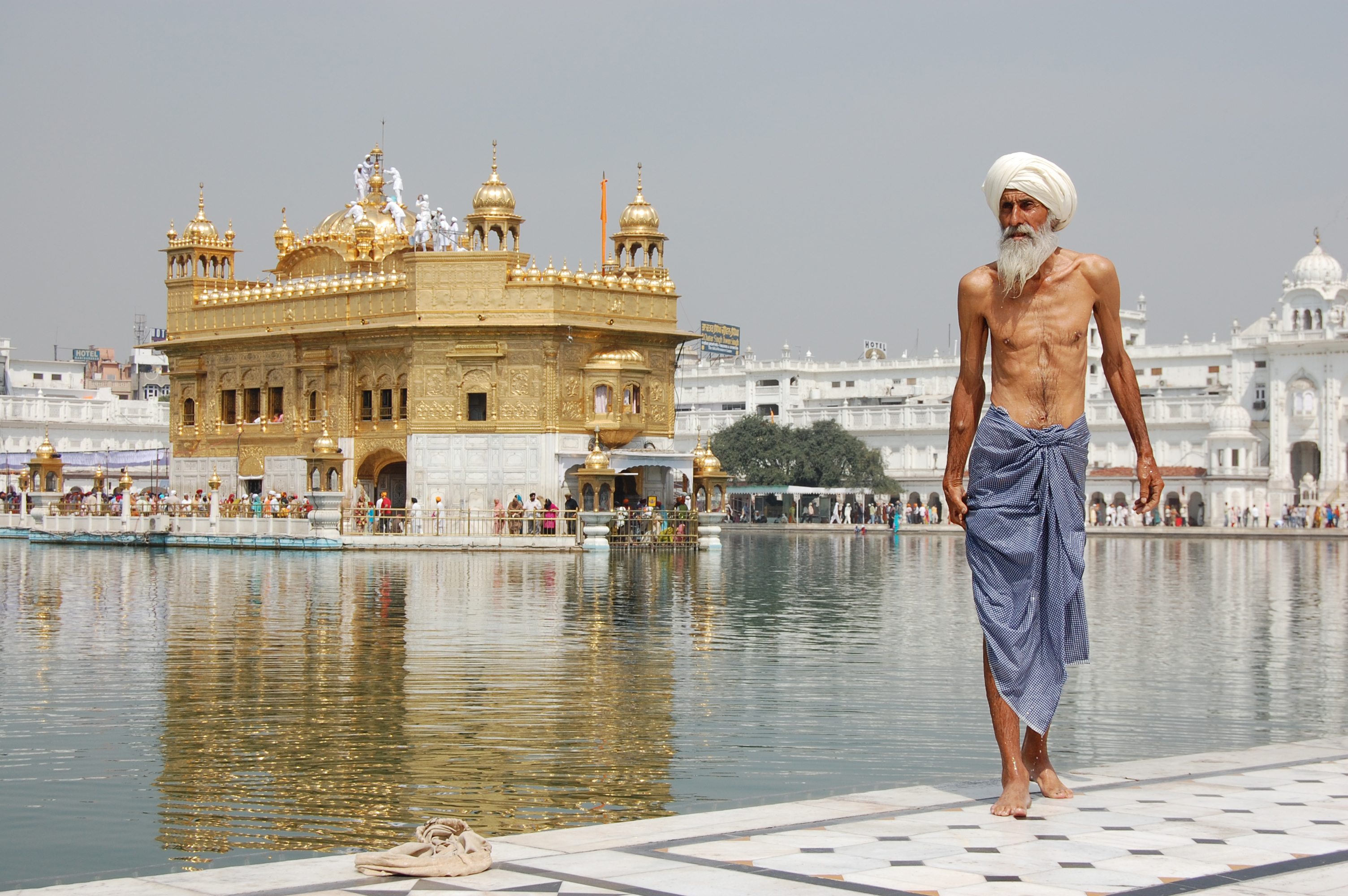
Bild des Jahres 2009: Sikh-Pilger beim Goldenen Tempel in Amritsar (Indien) nach einem rituellen Bad.
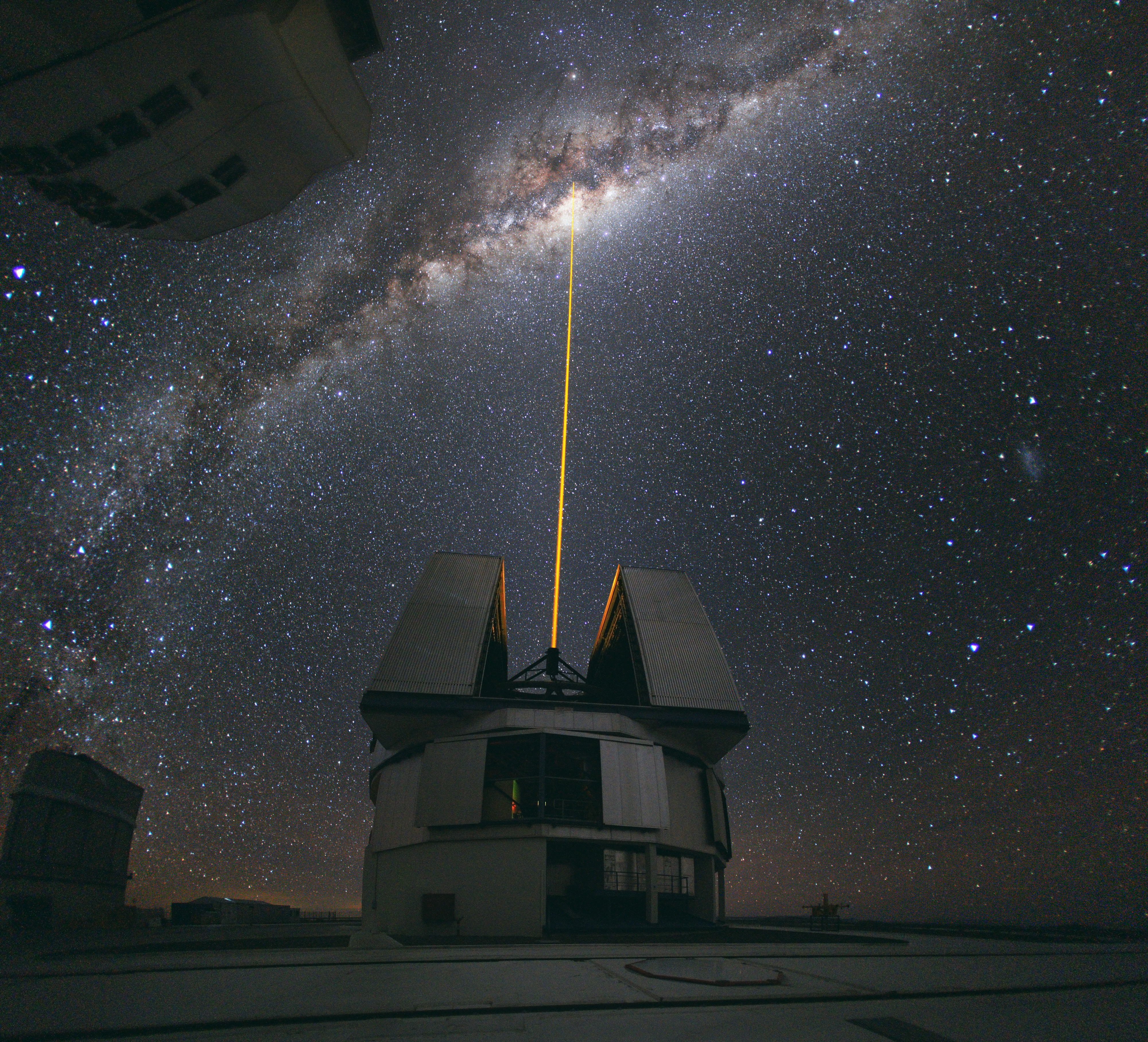
Bild des Jahres 2010: Very Large Telescope der Europäischen Südsternwarte.
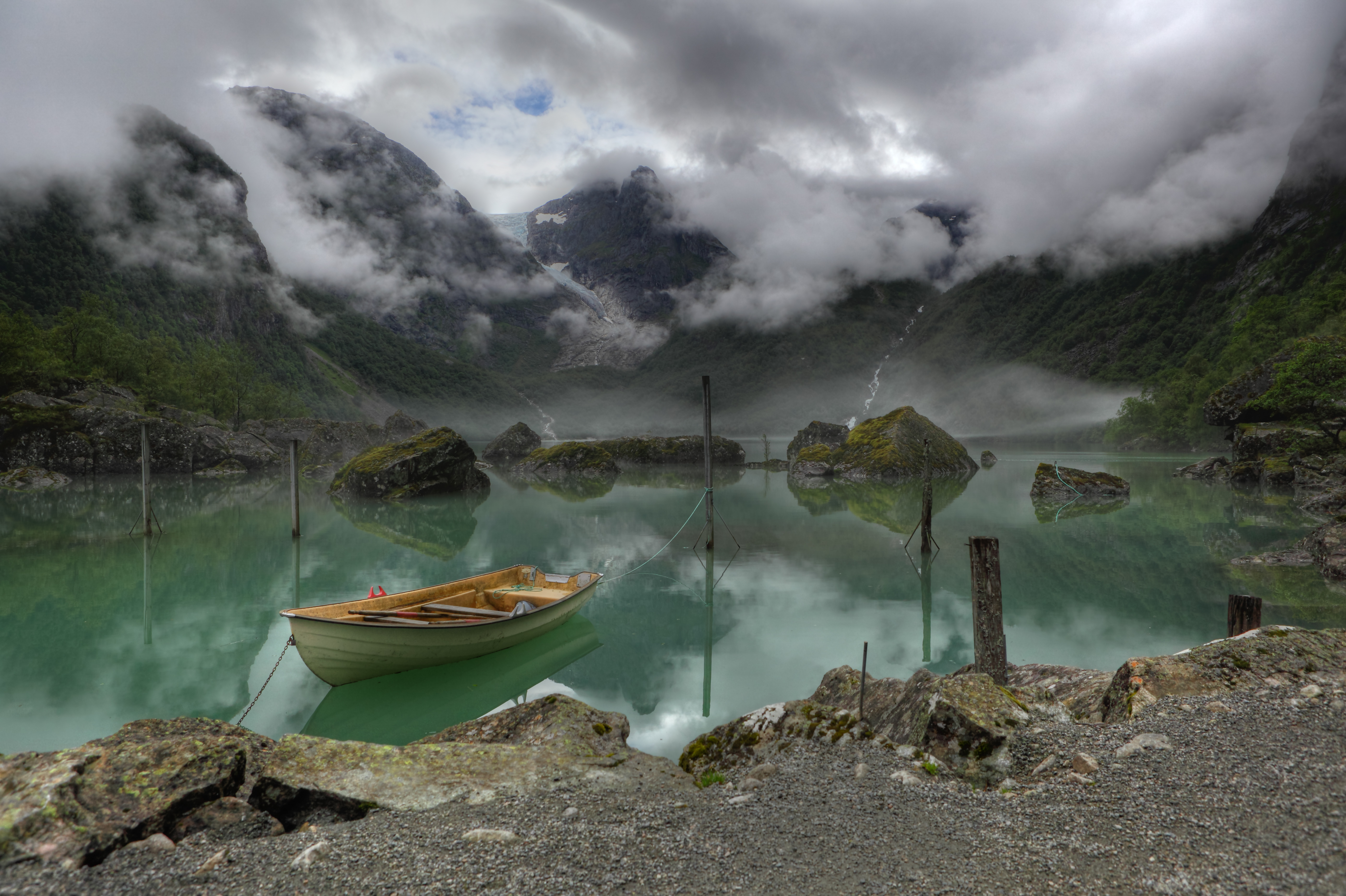
Bild des Jahres 2011: Blick auf den Bondhus-See in Norwegen.
Bild des Jahres 2012: Bienenfresser (Merops apiaster).
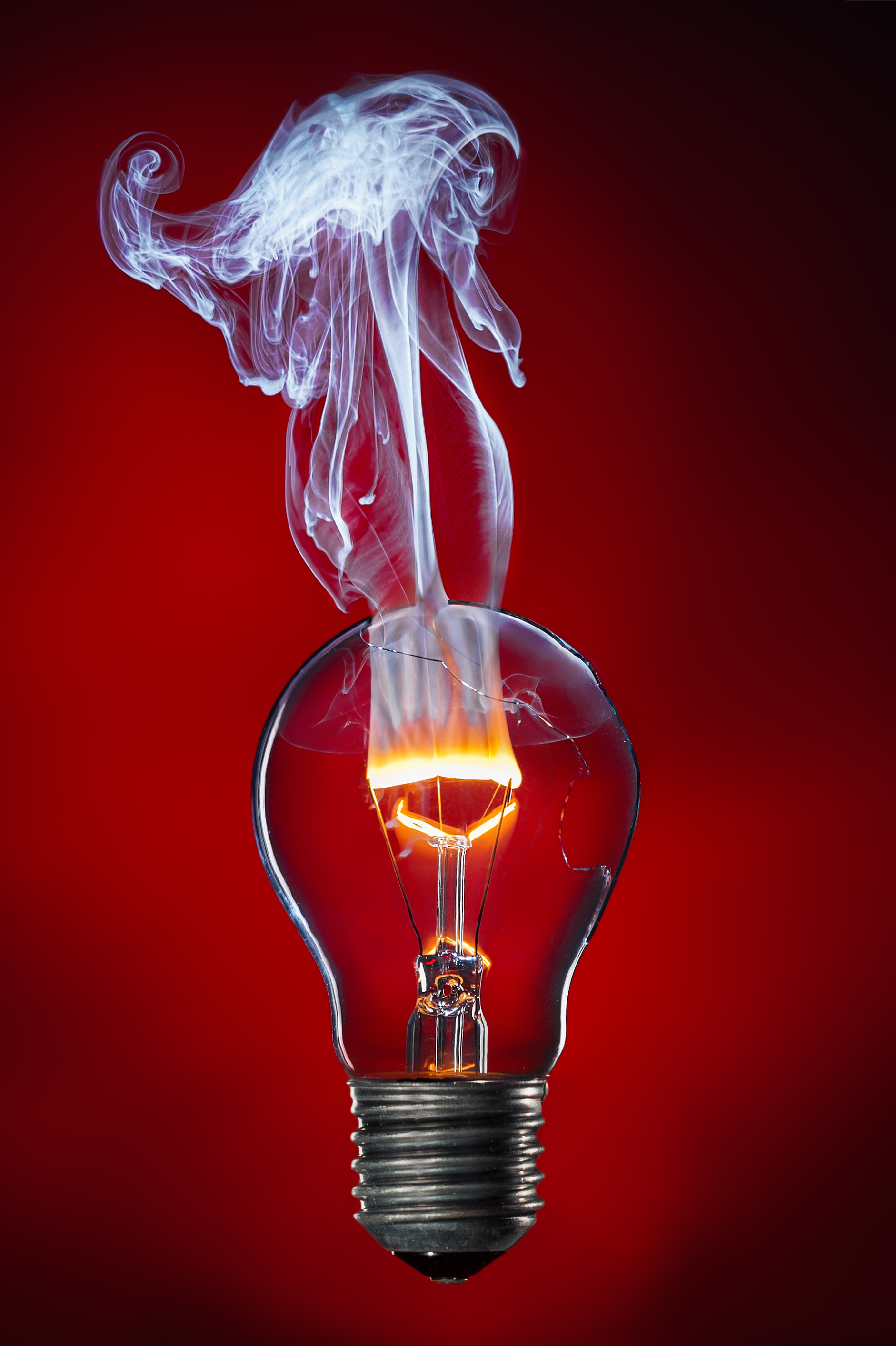
Bild des Jahres 2013: Glühwendel.
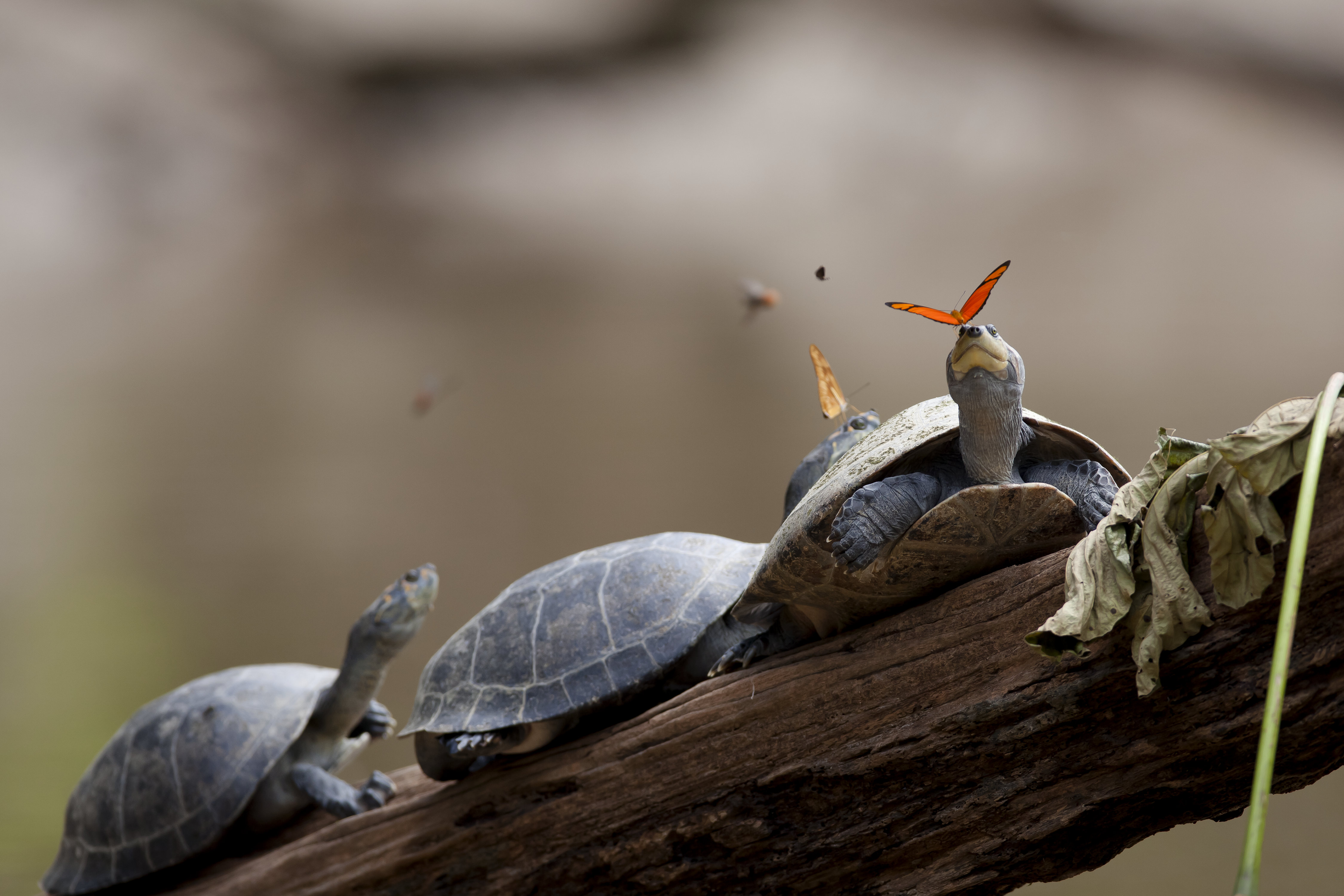
Bild des Jahres 2014: Schmetterlinge trinken die Tränen von Schildkröten in Ecuador.
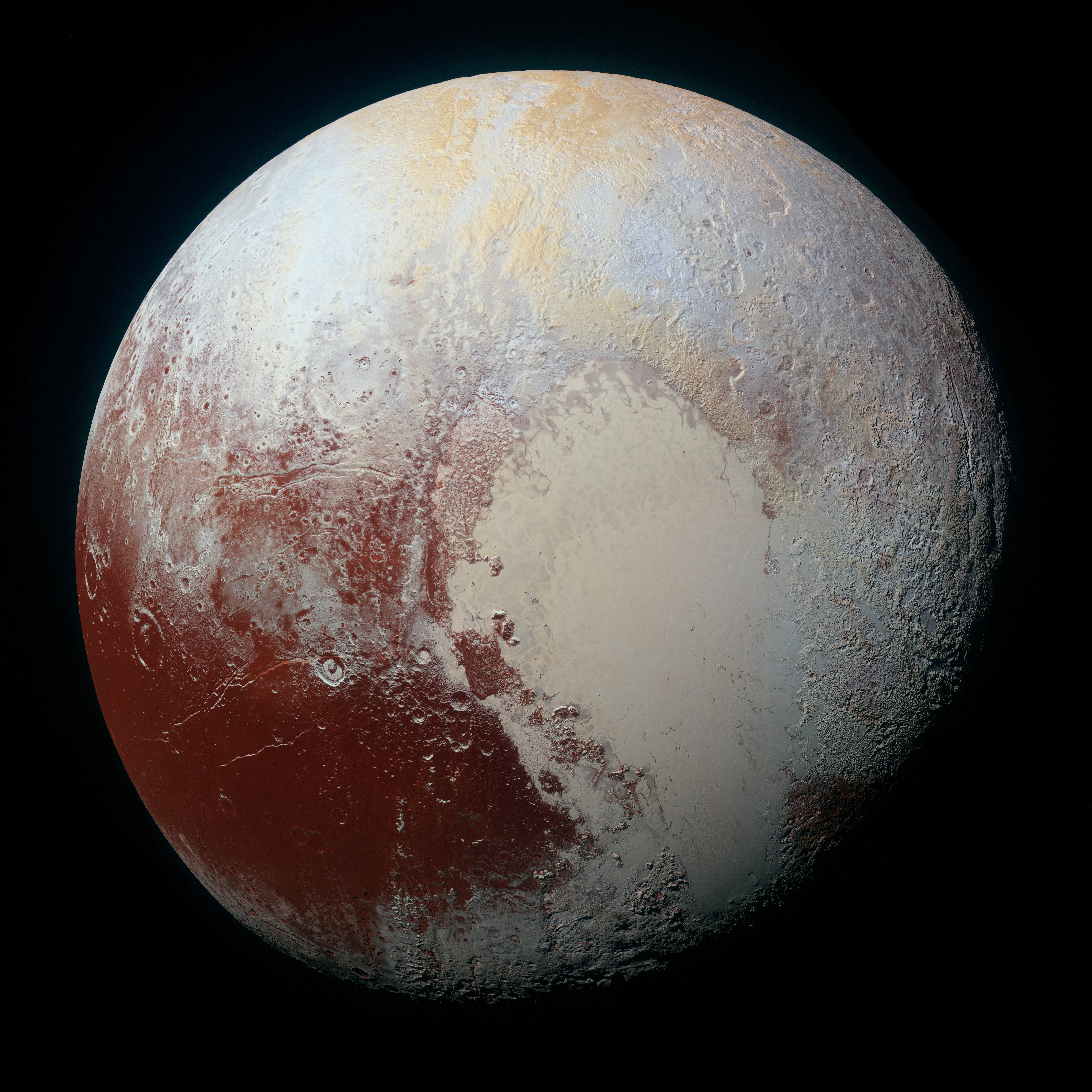
Bild des Jahres 2015: Pluto.
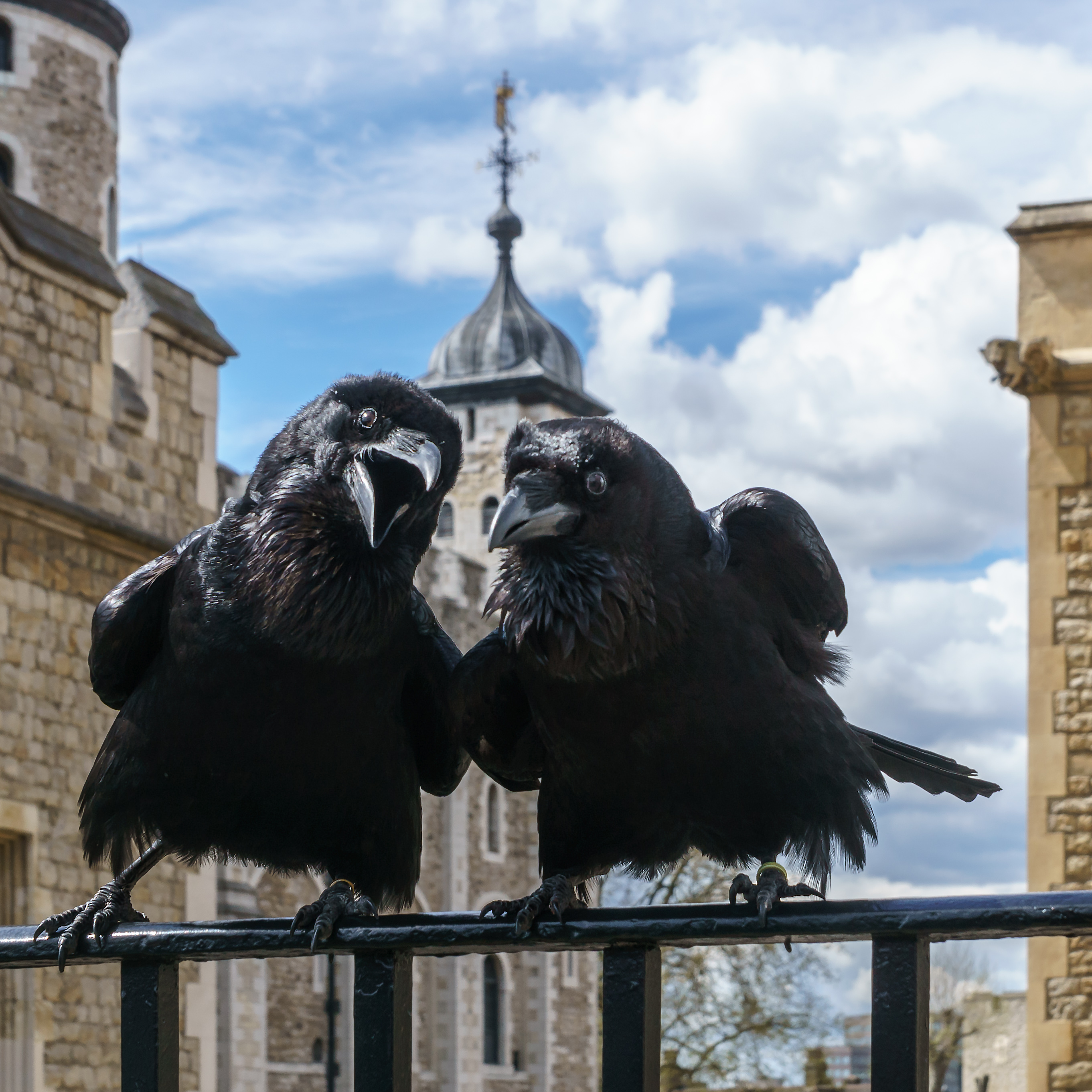
Bild des Jahres 2016: Tower-Raben Jubilee und Munin am Tower of London, Vereinigtes Königreich.
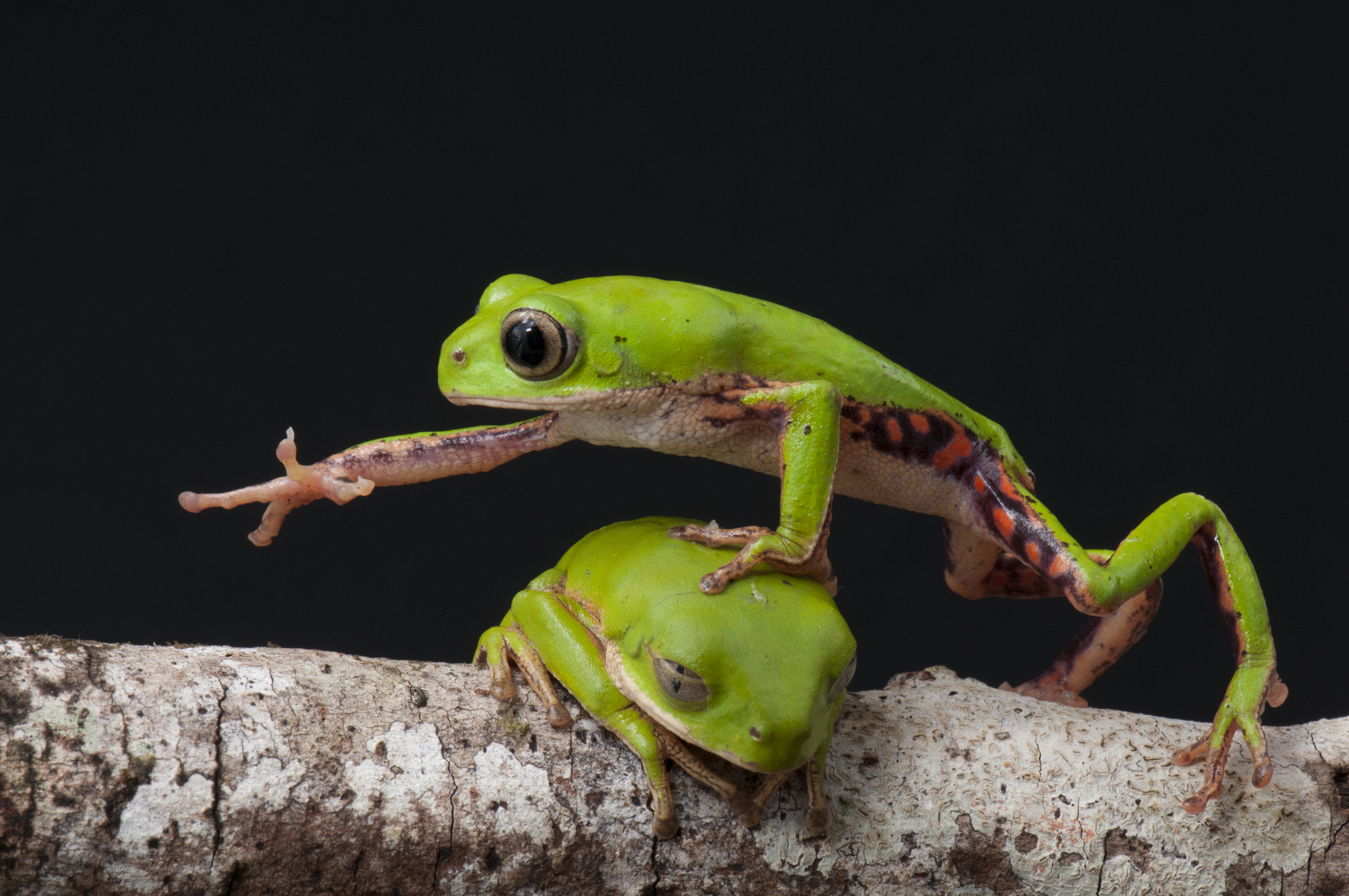
Bild des Jahres 2017: Zwei männliche Phyllomedusa rohdei wetteifern um einen Zweig.
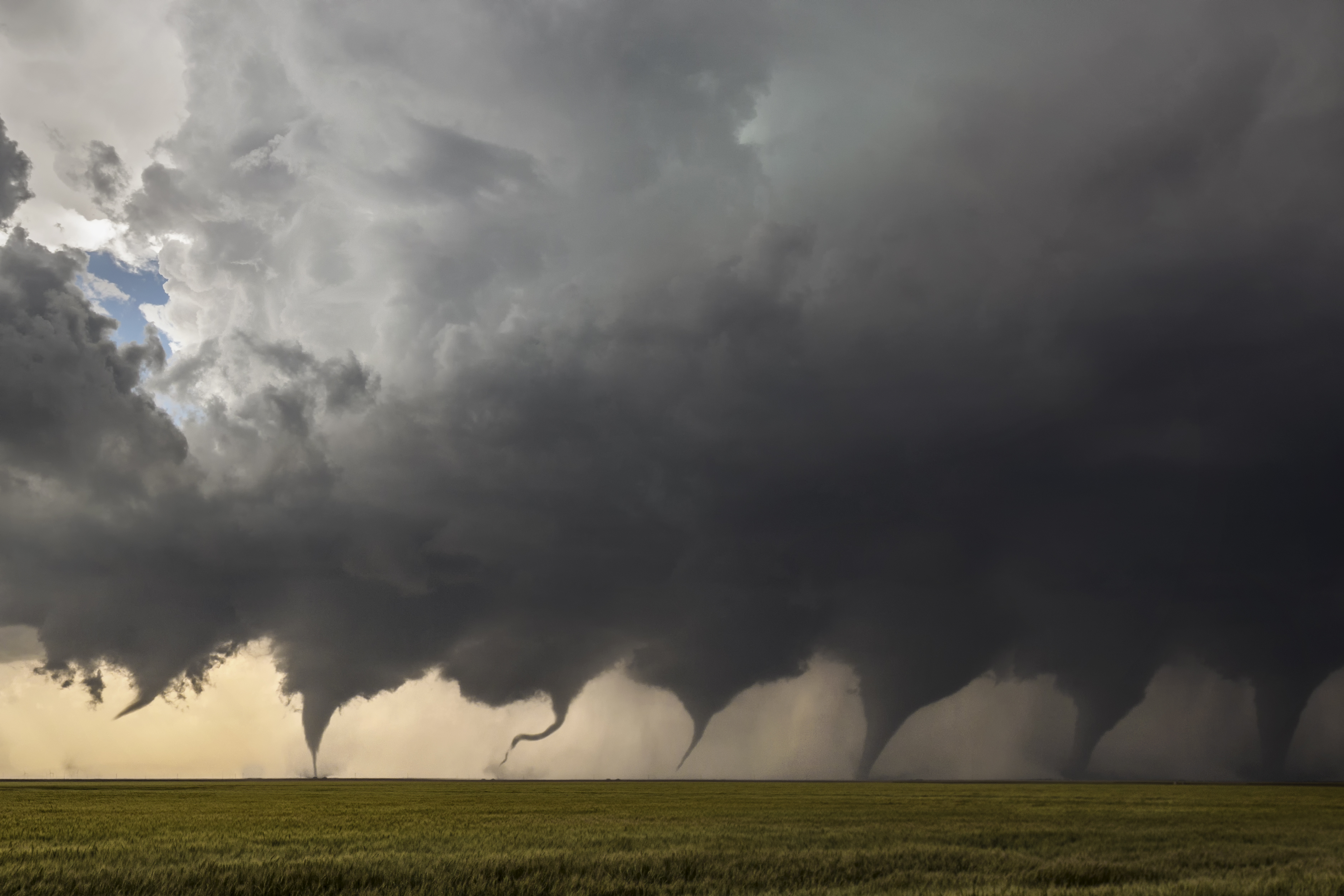
Bild des Jahres 2018: Entwicklung eines Tornados, zusammengesetzt aus acht Bildern, als sich ein Tornado in Kansas gebildet hat.
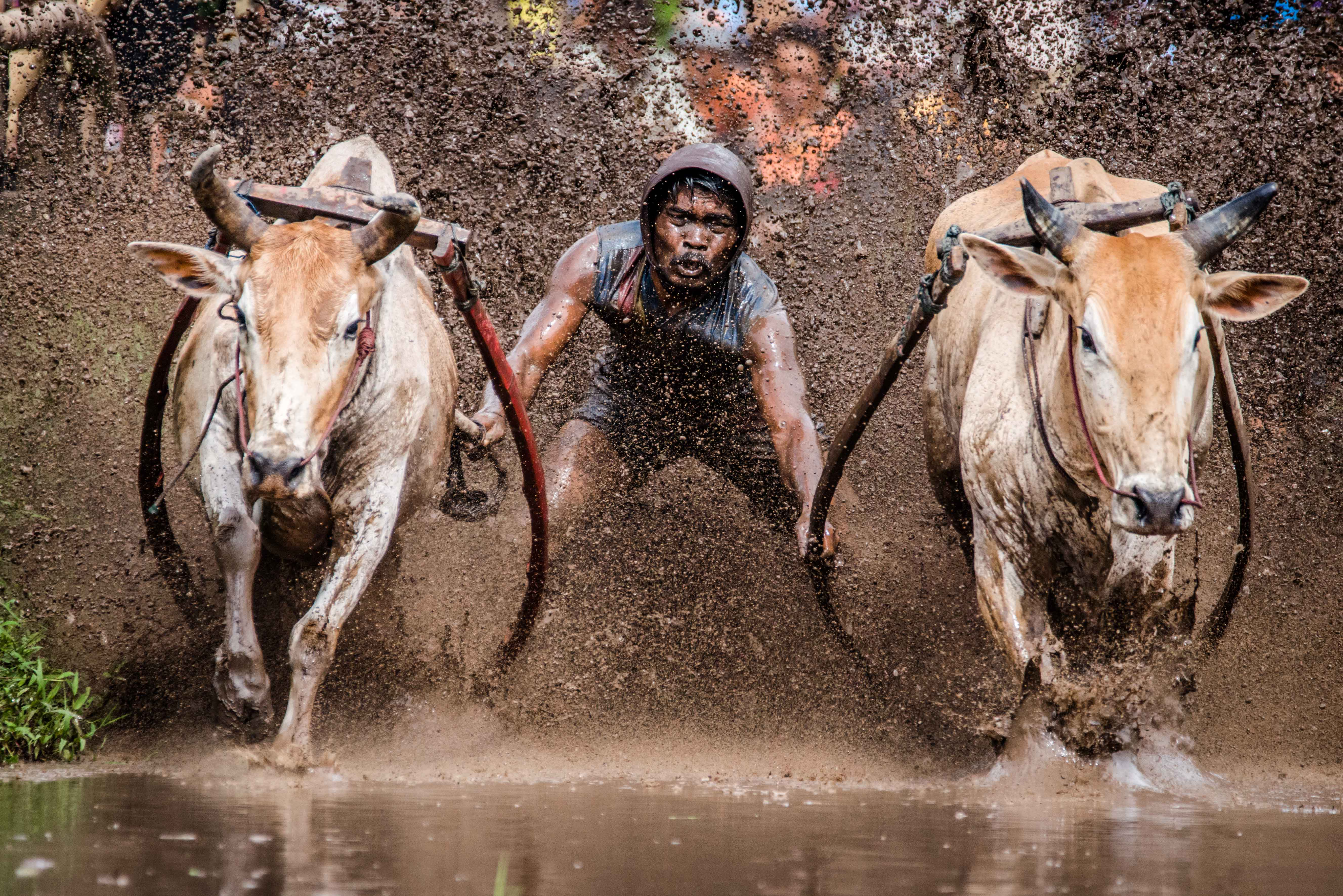
Bild des Jahres 2019: Bullenrennen in Pacu Jawi, während der Jockey sie festhält.
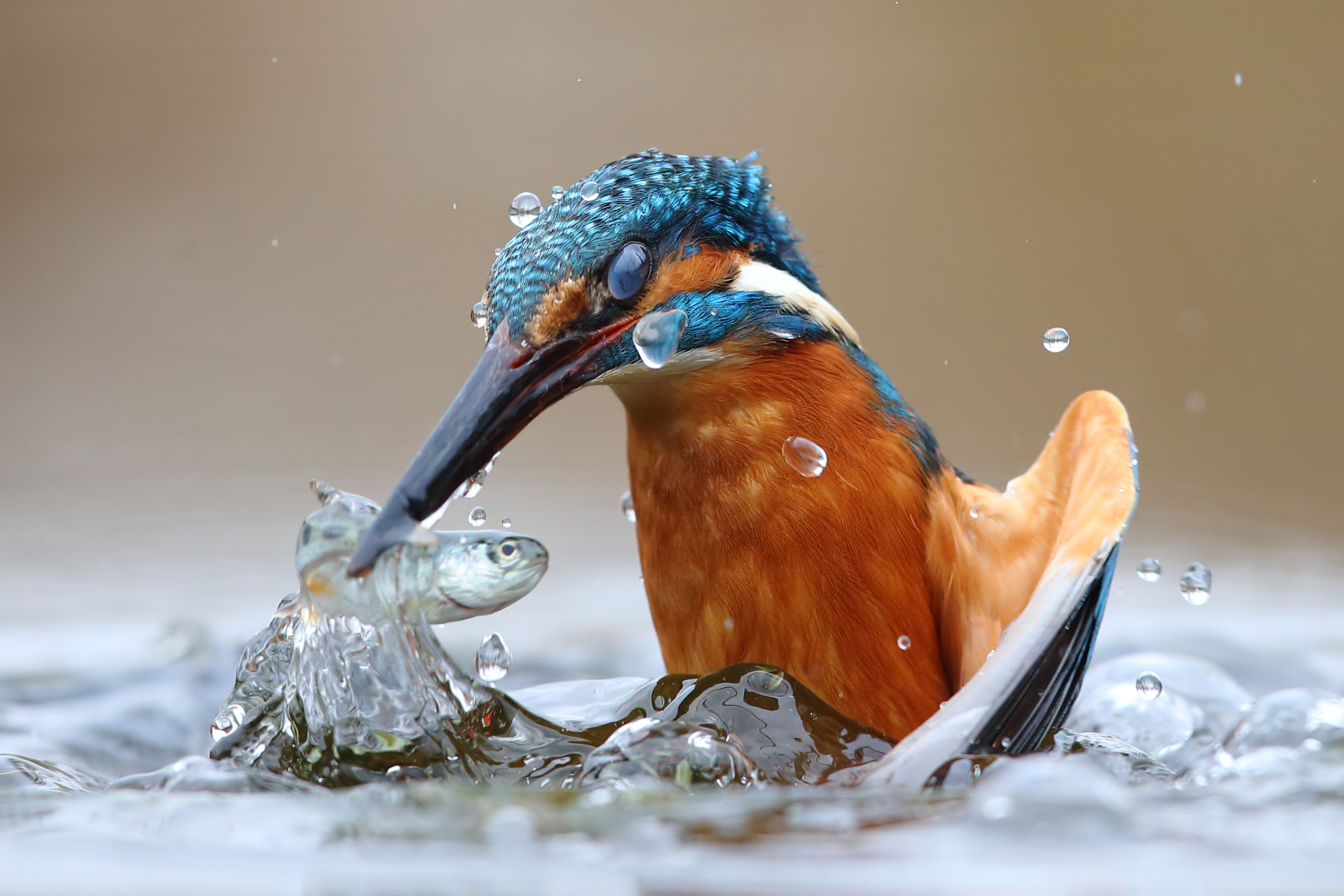
Bild des Jahres 2020: Eisvogel (Alcedo atthis), der im Wasser jagt. Naturschutzgebiete und angrenzende Gebiete des Po-Flusses, Provinz Vercelli, Piemont, Italien.
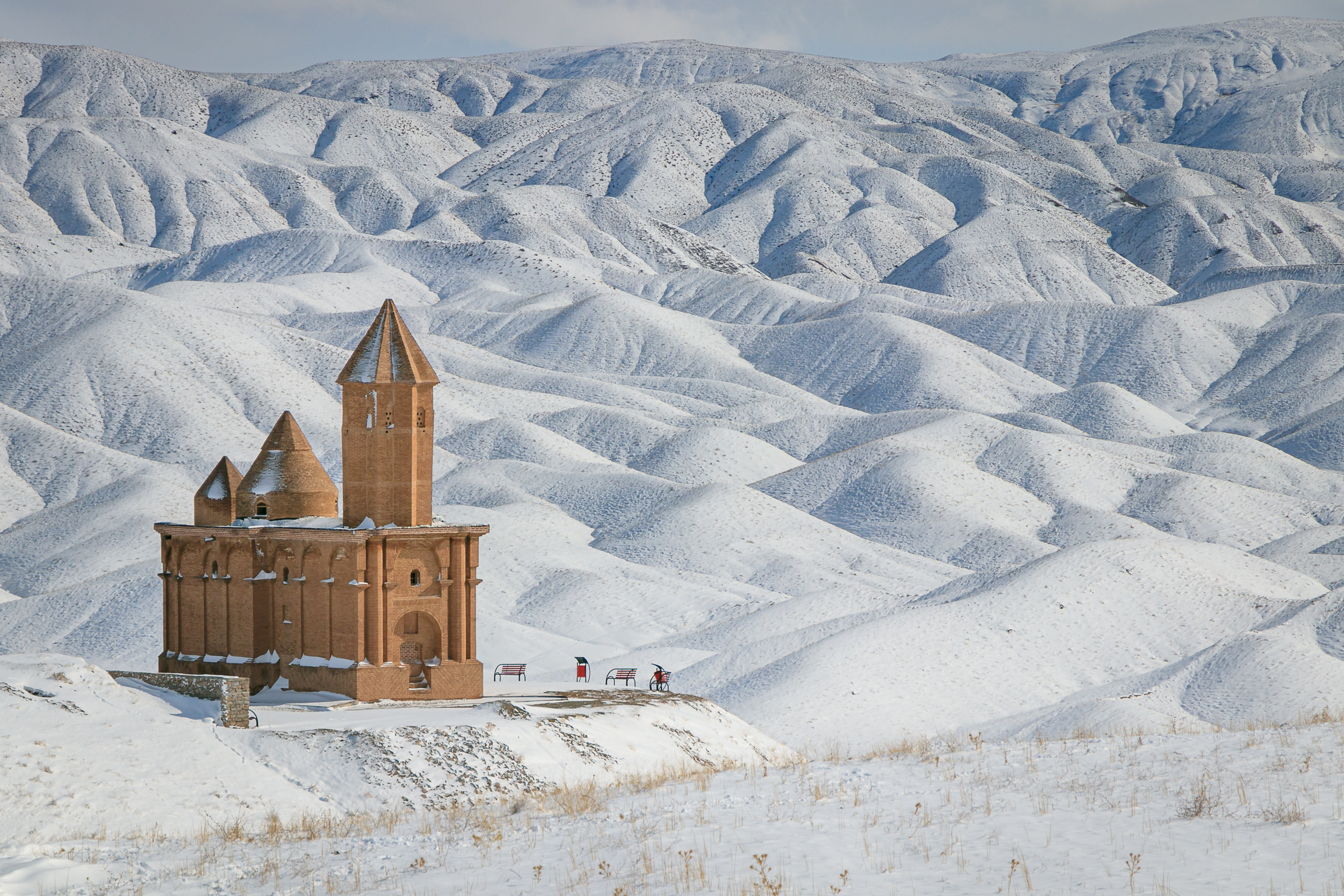
Bild des Jahres 2021: Johanneskirche in Sohrol ist eine Kirche aus dem 5. oder 6. Jahrhundert der Armenisch-katholischen Kirche in Sohrol, Schabestar, Iran.
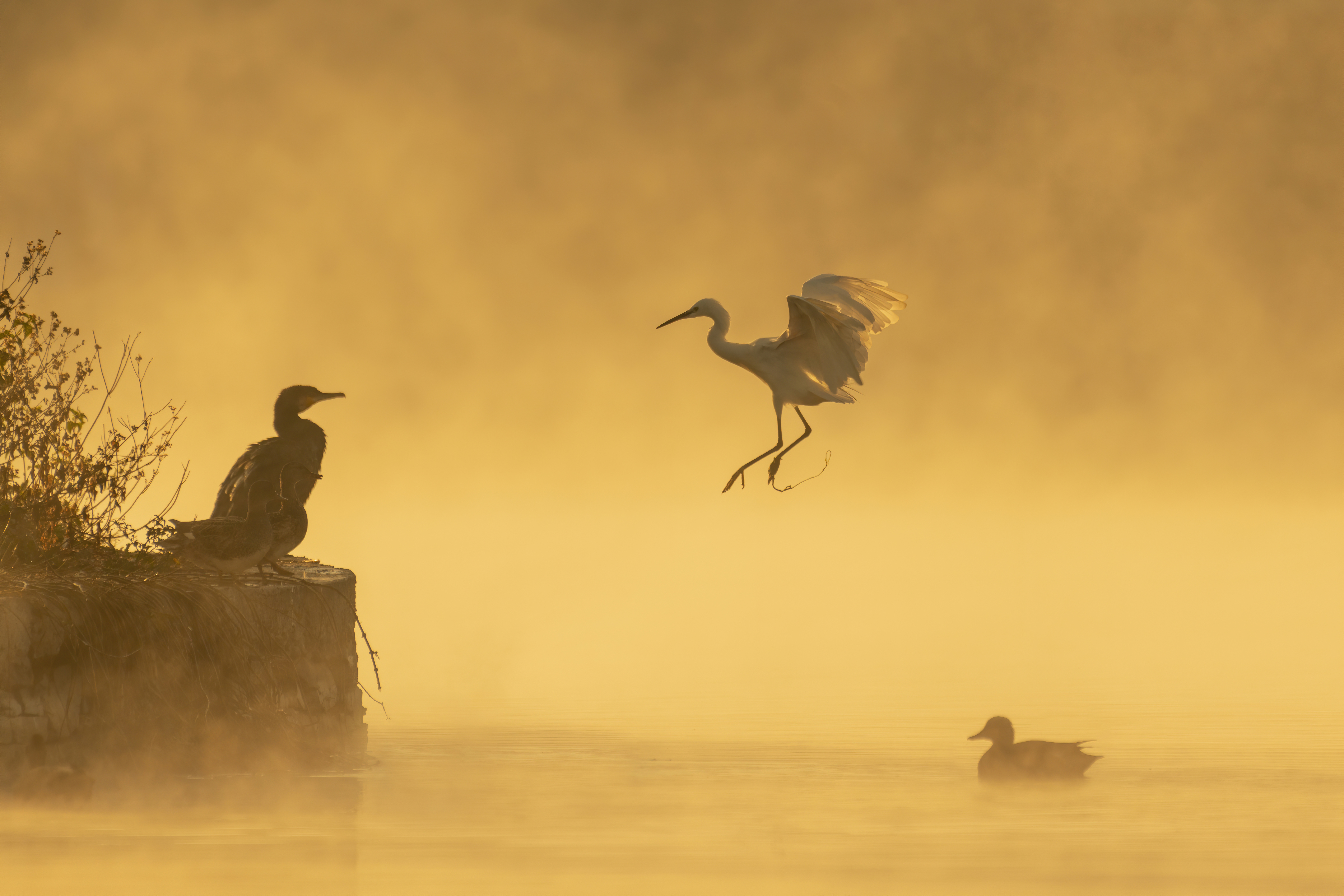
Bild des Jahres 2022: Kormoran (Phalacrocorax carbo), Seidenreiher (Egretta garzetta) und Schnatterente (Mareca strepera) am Taudaha-See bei Katmandu, Nepal
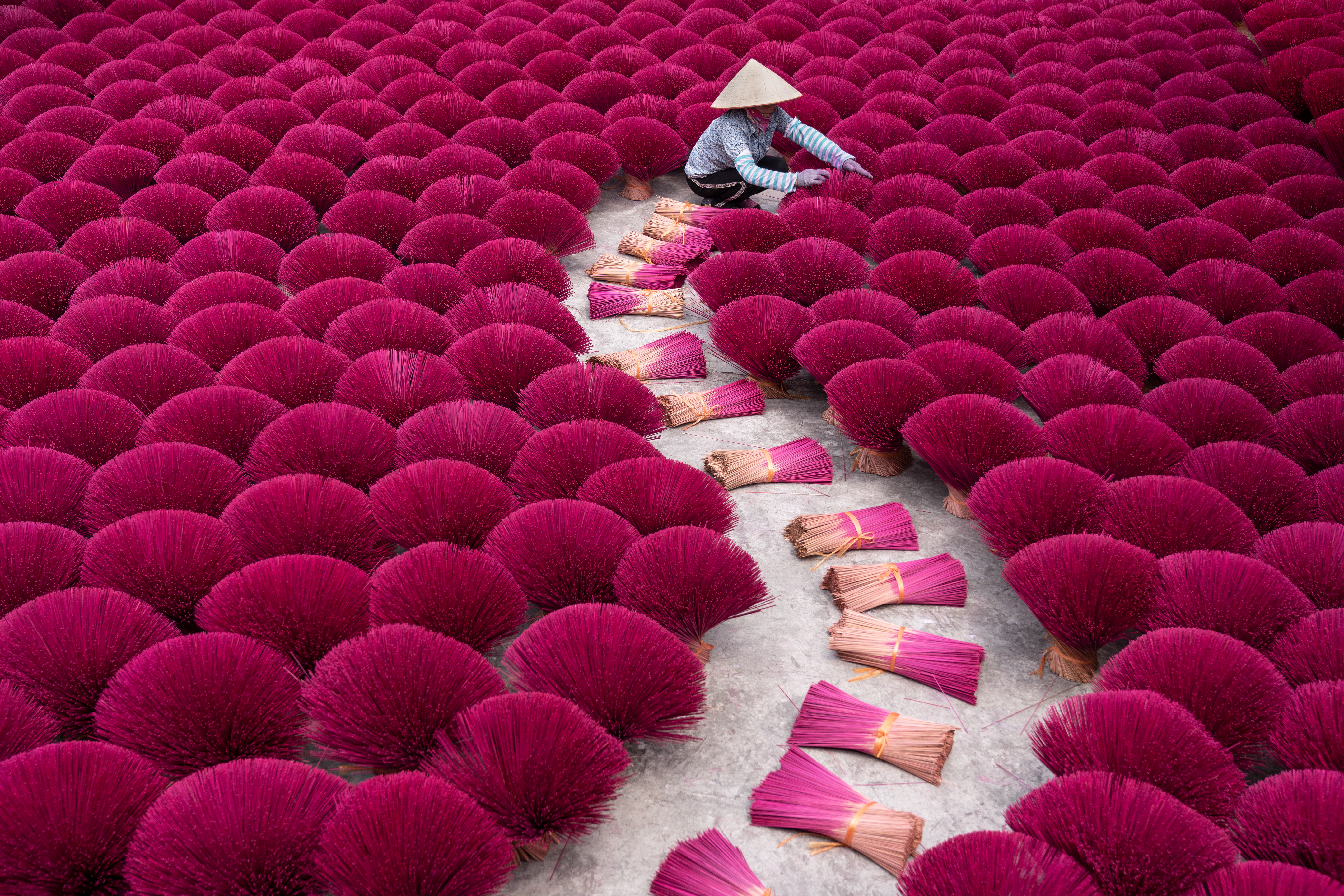
Bild des Jahres 2023: Räucherstäbchen zum Trocknen im Dorf Quang Phu Cau am Rande von Hanoi, Vietnam

## Herkunft der Medien
Die Personen, die stets ohne Vergütung Mediendaten hochladen und zum Teil auch produzieren, tun dies altruistisch nach dem Wikiprinzip. Zum Teil wird dies von den Wikimedia-Verbänden wie Wikimedia Deutschland gefördert oder angeregt, etwa mit der Initiative Wiki Loves Monuments.
Organisationen und Privatleute haben mehrmals große Teile ihrer Sammlung für Wikimedia Commons zur Verfügung gestellt. Unter anderem spendete das YorckProject im April 2005 rund 10.000 Digitalisate von Kunstwerken alter Meister. Im Dezember 2008 beispielsweise erhielt Wikimedia Commons durch eine Kooperation mit dem deutschen Bundesarchiv eine Spende von über 100.000 Fotografien – mehrheitlich zum Thema deutsche Geschichte. Ein Beispiel für eine große Privatspende ist die Fotosammlung des Mineralienhändlers Robert Lavinsky aus den USA, bestehend aus insgesamt rund 50.000 Fotografien von Mineralien.

## Mitarbeit
Bearbeiten darf bis auf wenige gesperrte Seiten jedermann auch ohne Anmeldung. Ein Sichtungsverfahren wurde im März 2010 eingeführt. Das Hochladen von Medien ist nur für angemeldete Benutzer möglich. Verschiedene Hilfsprogramme helfen dabei, Dateien mit passenden Lizenzen von Flickr und anderen Foto-Websites nach Commons zu transferieren.